# BLITS
BLITS（Блиц・ブリッツ、Ball Lens In The Space）とは、ロシアが所有する、地球の重力場を測定することを目的として打ち上げられた小型衛星である。

## 構造と目的
BLITSは、バレーボールよりやや小さい直径17.032cmの球体の形状をした、非常に小さな衛星である。重さも7.53kgしかない。外観は半球で黄色と白色に分かれている。黄色の部分は黄色の低屈折率ガラスを透明な高屈折率ガラスで透かして見た色である。内側にある低屈折率ガラスは半径53.52mmの黄色の球体であり、屈折率は1.47である。その外側を覆う高屈折率ガラスは半径85.11mm、厚さ31.59mmの透明の球体であり、屈折率は1.76である。この2つのガラスは、外側を白色のワニスで保護されたアルミニウム製リトロリフレクターで半球が覆われており、このリトロリフレクターが地上から照射した波長が532nmの緑色のレーザー光を反射する。このリトロリフレクターとワニスの厚さは5mmある。以上がBLITSの本体を構成する全てであり、他の装置は一切ない「ガラス球」である。
半球の断面から見て垂直方向に放たれたレーザー光は、ガラスのどの面に当たろうとも1点に集中し反射する設計になっている。この正確な反射によって地上へと帰ってきたレーザー光を測定することによって、衛星までの正確な距離が判明する。これを連続的に捉えることによって、衛星の高度変化を測定し、地球の重力場の測定をすることが出来る。地球に到達する反射光が一瞬になるように、BLITS自身は5.6秒周期で自転をしている。

## 打ち上げと軌道
協定世界時2009年9月17日15時55分0秒に、カザフスタンにあり、ロシアの租借地であるバイコヌール宇宙基地からソユーズ 2.1bによって、メテオール M-1をメインとした他の6つの相乗りの小型衛星の1つとして打ち上げられた。
BLITSが投入されたのは高度832kmの円軌道であり、軌道傾斜角98.77度の太陽同期軌道である。

## デブリとの衝突

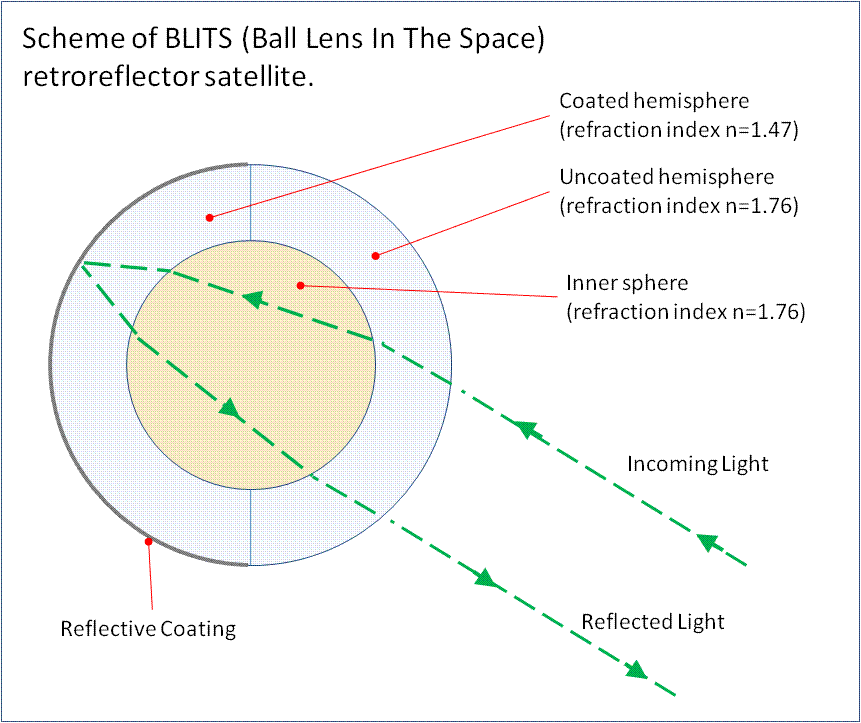
BLITSの断面図。波長532nmの光線を入射方向に送り返すリトロリフレクターとして設計されている。

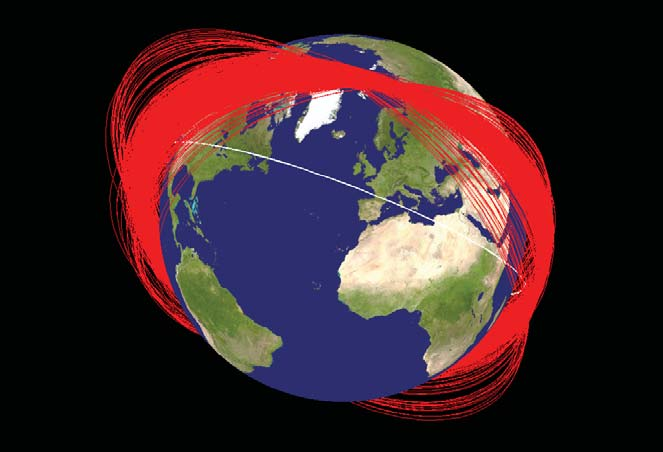
赤色が風雲1号Cの破片の軌道。白色はISSの軌道。

協定世界時2013年1月22日7時57分に、BLITSの高度を計測しているモスクワの精密機器工学研究所 (Institute for Precision Instrument Engineering・IPIE) のAndrey NazarenkoとVasiliy Yurasovは、BLITSの高度が突如約120mも下がり、自転周期も本来の5.6秒から2.1秒に変化したこと、また以前のような自転軸がぶれない回転ではなく、自転軸が動くきりもみ回転の状態に陥っているらしいことに気づいた。この事実は同年2月4日に報告された。軌道と自転の変化により、BLITSは科学衛星として使用不能に陥り、事実上の運用終了となった。これは設計寿命の5年より早い。変化後の軌道要素は高度817kmから822km、軌道傾斜角98.6度である。この急激な変化の原因は当初不明であったが、スペースデブリとの衝突と考えるのが当初から出された最も妥当な説であった。
2013年3月3日には、BLITSから放出されたと見られる新たなスペースデブリ（衛星カタログ番号39119番）の軌道要素が発表された。このことにより、BLITSは破損していると考えられている。BLITSから見ると、生じた破片は後方を追うように地球の周りを公転している。
アナリティクカル・グラフィックスの研究部門であるCSSIがデータを解析した結果、1999年5月10日に打ち上げられ、2007年1月11日に弾道ミサイルによって意図的に破壊された中華人民共和国の気象衛星風雲1号Cの破片の1つ（衛星カタログ番号30670番）に衝突したのではないかと推測した。研究結果は同年3月8日までに発表された。
BLITSと風雲1号Cの破片の接近は協定世界時2013年1月22日7時56分51.629秒である。破片はBLITSから3.109km以内に接近しており、相対速度は9.676km/sである。この程度の軌道変化を生じさせるには、破片の質量は少なくとも0.075gある必要がある。BLITSに衝突したスペースデブリが風雲1号Cの破片と判断されたのは、この日にBLITSに接近した破片がこれのみであり、またBLITSへの接近からBLITSの軌道変化まで10秒未満しかないことが主な理由だった。
しかし、その後の報道により、この風雲1号Cの破片との衝突説は否定された。NASAのデブリ分析部門は、既知のデブリのいずれもBLITSに衝突していないことを確認し、未知の流星物質や微細デブリとの衝突が軌道変化の原因となったと推定した。このような把握不可能なサイズの微細デブリはしばしば衛星に衝突しているが、BLITSのように新たな破片が生じるほどの破損を引き起こすことは稀である。